# Turtle Talk with Crush
Turtle Talk with Crush is een attractie in de attractieparken Epcot, Disney California Adventure Park en Tokyo DisneySea (in het laatste park als Turtle Talk). Het is een interactieve film waarin gasten kunnen interacteren met het figuur Crush uit de film Finding Nemo. Van 31 mei t/m 10 augustus 2008 is de attractie tevens te zien geweest in Hong Kong Disneyland als onderdeel van het evenement Nonstop Summer Fun.

## Opzet
Het concept van Turtle Talk with Crush bestaat uit de mogelijkheid van gasten om te kunnen interacteren met het figuur Crush uit de film Finding Nemo. Daarvoor worden gasten een bioscoopzaal ingeleid, waarbij het scherm lijkt op een groot raam dat uitzicht biedt op een aquarium. Kinderen wordt aangeraden op de grond te gaan zitten vóór het scherm, zodat ze beter mee kunnen krijgen wat er staat te gebeuren. Een medewerker kondigt de show dan kort aan, waarna de show begint en Crush op het scherm verschijnt.
Crush ziet er net zo uit als in de film en kan verschillende gezichtsuitdrukkingen en posities aannemen. Met behulp van een medewerker kiest Crush enkele gasten uit het publiek om een praatje mee te maken. Deze medewerker loopt naar deze gasten toe met een microfoon. Crush reageert op de uitspraken van de personen uit het publiek, stelt hen vragen of lacht hen uit of toe. Daarnaast kunnen in de film ook andere figuren uit Finding Nemo voorbijkomen.
Door het interactieve karakter van de attractie is de inhoud van een show altijd anders en varieert de show per vertoning in lengte.

## Locaties

### Epcot
De attractie is in het attractiepark Epcot ondergebracht in het parkdeel The Seas with Nemo & Friends, een parkdeel dat volledig gewijd is aan de film Finding Nemo. De attractie opende 16 november 2014.

### Disney's California Adventure Park
Deze versie opende op 15 juli 2005 in het themagebied Hollywood Land.

### Tokyo DisneySea
De attractie is in het attractiepark Tokyo DisneySea ondergebracht in het schip S.S. Colombia, dat eigendom is van de fictieve Cornelius Endicott, en aangemeerd ligt in het parkdeel American Waterfront. Het opemde 1 oktober 2009.

### Hong Kong Disneyland
De versie in Hong Kong Disneyland opende 31 mei 2008. en sloot datzelfde jaar op 10 augustus.

### Children's Hospital of Orange County
In 2013 opende de attractie buiten een Disney-park, in het Children's Hospital of Orange County. Het is daarmee een van de weinige Disney-attracties die ook buiten de parken te vinden zijn/waren.

## Techniek
De techniek achter de attractie is een combinatie van grafische computertechnieken, projectie en improvisatie met behulp van interactie. Het venster dat uitzicht biedt op het aquarium is in werkelijkheid een groot projectiescherm. Het personage Crush, dat op het scherm verschijnt, wordt bediend door een medewerker van het park, wiens opvoering wordt vertaald naar de projecties op het scherm. De bewegingen van Crush zijn gekoppeld aan de bewegingen van de medewerker, zodat de bewegingen van Crush overeenkomen met die van de medewerker. Dankzij een systeem van verborgen camera's is de medewerker in staat om de reacties van de bezoekers van de attractie te zien, en hierop zijn opvoering te baseren.